# Willi Preschle
Willi Preschle (* 14. April 1920 in Mannheim; † 29. März 1989 ebenda) war ein deutscher Fußballspieler, der als Stürmer beim Mannheimer Stadtteilclub VfL Neckarau von 1937 bis 1955 in der Gauliga Baden, Oberliga Süd, Landesliga beziehungsweise 1. Amateurliga Nordbaden aktiv gewesen ist. In der Kriegsrunde 1940/41 gewann der fünfmalige Auswahlspieler von Baden mit Neckarau die Meisterschaft in der badischen Bereichsklasse und nahm an der Endrunde um die deutsche Fußballmeisterschaft teil. Insgesamt wird der Angreifer mit 61 Rundenspielen und 83 Toren für Neckarau in der Gauliga geführt. In der Meisterschaftsrunde 1940/41 errang Preschle überlegen mit 25 Treffern die Torschützenkrone in der Gauliga Baden. Nach Ende des Zweiten Weltkriegs stand der Routinier von 1946 bis 1952 auch noch in 127 Verbandsspielen in der Oberliga Süd  für die Blau-Weißen von der Altriper Fähre auf dem Platz, in denen er weitere 49 Tore erzielte.

## Sportliche Laufbahn

### Gauliga Baden, 1937–1944
Ein Monat vor seinem 17. Geburtstag debütierte der VfL-Jugendspieler Willi Preschle am 14. März 1937 bei einer 1:8-Niederlage gegen den SV Waldhof in der Gauliga Baden. Die Elf um Otto Siffling errang mit vier Punkten Vorsprung vor dem Lokalrivalen VfR Mannheim die Meisterschaft und Neckarau sicherte sich knapp den Klassenerhalt. In der folgenden Runde, 1938/39, wurde die Nachwuchshoffnung in zwei Spielen gegen den FV Offenburg (3:2) und SV Waldhof (0:4) eingesetzt. Gestandene Gauligaakteure wie Fritz Hack, Siegfried Hessenauer, Georg Lutz, Willi Roth und Hermann Veitengruber verteidigten noch mit Erfolg ihren Stammplatz im VfL-Angriff.
Durch den Ausbruch des Zweiten Weltkrieges konnten die Meisterschaftsspiele 1939/40 erst ab Ende November 1939 wieder durchgeführt werden Die Gauliga Nordbaden wurde begrenzt auf eine Sechsergruppe, wozu auch Neckarau gehörte und den vierten Rang belegte. Ab dieser Runde war der beidfüßig schussstarke, kombinationsbegabte und auch im Abschluss als Kopfballspezialist geltende Angreifer unverzichtbarer Stammspieler im Angriff des VfL. In neun Rundenspielen erzielte Preschle 10 Tore. In der zweiten Kriegsrunde, 1940/41, feierte der VfL Neckarau mit Torhüter Otto Diringer und Feldspielern wie Karl Gönner, Georg Lutz, Hermann Klostermann, Theo Wahl, Richard Wahl, Gottfried Sälzler, Hermann Veitengruber, Richard Mannale, Kurt Gärtner, Oskar Benner, Gottfried Wenzelburger, Oskar Wilhelm und Torjäger Preschle den Meisterschaftserfolg vor dem VfB Mühlburg, SV Waldhof und den punktgleichen Teams VfR Mannheim und dem Freiburger FC. In 16 Spielen holte der Meister 27:5 Punkte bei einem Torverhältnis von 46:17 Treffern. Mit 25 Treffern eroberte Preschle überlegen die Torjägerkrone in der Gauliga Baden. Er zeichnete sich in den Spielen gegen den 1. FC Pforzheim (3:2) und Freiburger FC (4:2) mit je drei, sowie gegen Altmeister Karlsruher FV (7:1) mit vier Treffern aus. Nur zwei Siege gestattete Neckarau den Gegnern in der gesamten Runde: Am dritten Hinrundenspieltag, den 20. Oktober 1940, verlor der VfL mit 0:1 beim härtesten Konkurrenten um den Titel, dem Karlsruher Stadtteilclub VfB Mühlburg, und völlig überraschend am 1. Dezember 1940 beim Altmeister Karlsruher FV mit 1:2. Der KFV belegte am Rundenende mit 4:28 Punkten abgeschlagen den letzten Platz. Nach der Niederlage in Karlsruhe startete Neckarau aber eine imposante Serie mit neun Siegen, darunter auch die Erfolge gegen Waldhof (1:0, 4:2), VfR Mannheim (1:0) und vor allem das meisterschaftsentscheidende Rückspiel am 2. März 1941 gegen Mühlburg mit 4:1.
In den folgenden Gruppenspielen um die deutsche Fußballmeisterschaft bestritt Preschle alle sechs Gruppenspiele gegen Rapid Wien, München 1860 und die Stuttgarter Kickers und erzielte in den sechs Spielen drei Tore. Der badische Bereichsmeister landete punktgleich mit Stuttgarter Kickers, beide Mannschaften hatten 4:8 Punkte vorzuweisen, auf dem vierten Gruppenplatz.
Als Titelverteidiger landete Neckarau 1941/42 hinter Meister SV Waldhof auf dem 2. Rang; Preschle bestätigte mit 17 Toren in zehn Spielen seine herausragende Klasse als Torjäger. Als 1942/43 der VfR Mannheim mit 36:0 Punkten der Titelgewinn mit dem überragenden Torschützen Walter Danner (58 Tore) gelang, Neckarau mit 15:21 Punkten und 40:35 Toren weit abgeschlagen auf dem 8. Platz die Runde beendete, zeigte Preschle erneut mit 22 Treffern seine Klasse als Torschütze. Auch 1943/44 in der KSG VfL/07 Neckarau führte er mit 9 nachweisbaren Toren in einer reduzierten Sechser-Gruppe als Nordstaffel die interne Torjägerliste an. In der letzten Kriegsrunde ist lediglich der Einsatz am 2. September 1944 gegen den SV Waldhof (0:2) für Preschle festgehalten. Insgesamt hat Preschle 66 Gauligaspiele mit 87 Treffern absolviert.

### Oberliga Süd, 1946 bis 1952
Da Neckarau nicht in der Oberliga Süd zur Saison 1945/46 startberechtigt war, mussten die Blau-Weißen nach Ende des Zweiten Weltkriegs in der Landesliga Nordbaden antreten. Mit 30:4 Punkten gelang mit sieben Punkten Vorsprung vor Vizemeister VfB Knielingen aus Karlsruhe der Meisterschaftsgewinn und der Aufstieg in die Oberliga. In die 20er-Liga 1946/47 startete Neckarau am 29. September 1946 mit einem 3:0-Auswärtserfolg gegen den FC Phönix Karlsruhe. Der im Oktober 1946 aus amerikanischer Kriegsgefangenschaft heimgekehrte Preschle lief erstmals am 3. November 1946 bei einem 2:2-Auswärtsremis gegen den Karlsruher FV für den VfL in der Oberliga Süd auf. Die erste Heimniederlage kassierten Preschle und Kollegen am 12. Januar 1947 mit einem 1:2 im Lokalderby gegen den VfR Mannheim. Der neue Stürmerstar Fritz Balogh hatte zwar in der 29. Minute die frühe 1:0-Führung des VfR durch Karl Striebinger egalisiert, aber Mittelstürmer Otto Bardorf hatte noch in der ersten Halbzeit gegen VfL-Torhüter Diringer den Siegtreffer für den VfR erzielt. Erst mit dem 3:2-Auswärtserfolg – ein Tor durch Preschle – am 13. Juli 1947 bei München 1860 konnte sich Neckarau als 16. am Rundenende den Klassenerhalt sichern.
Im zweiten Oberligajahr, 1947/48, stand der Angreifer in allen 38 Rundenspielen für seinen VfL auf dem Platz, seine sieben erzielten Tore konnten aber nicht den Abstieg in das Amateurlager verhindern. Zwei Runden verbrachte Preschle mit Neckarau in der damals zweitklassigen Landesliga Nordbaden, ehe mit der Meisterschaft 1949/50 und dem 3:0 im Entscheidungsspiel gegen die TSG Ulm zum Ende der Aufstiegsrunde die Oberligarückkehr glückte. Im Jahr der Oberligarückkehr, 1950/51, zeigte der vormalige Gauligatorjäger nochmals eindrucksvoll, dass er auch in der Oberliga Süd das Handwerkzeug zum Toreschießen zur Verfügung hatte: In 33 Ligaeinsätzen erzielte Preschle 20 Tore und Neckarau belegte mit 32:36 Punkten den 11. Rang. All dies verblasste aber durch den tragischen Unfalltod von Fritz Balogh am 15. Januar 1951, auf der Zugheimfahrt vom Auswärtsspiel gegen Bayern München. Preschle gelangen 1951/52 zwar in 28 Ligaspielen 12 Tore, der VfL Neckarau stieg aber mit 17:43 Punkten aus der Oberliga ab. Sein letztes Oberligaspiel bestritt Preschle am 26. April 1952 bei einer 0:2-Auswärtsniederlage beim FSV Frankfurt. Insgesamt wird er in der Statistik mit 127 Oberligaspielen und 49 Toren geführt.
Der Weg des VfL ging über den folgenden Abstieg aus der 2. Liga Süd in die 1. Amateurliga Nordbaden, wo Preschle im Sommer 1955 mit 35 Jahren nach einer Hüftgelenksverletzung seine Spielerkarriere beendete. Der vormalige Gau- und Oberligaspieler hat von 1953 bis 1956 für den VfL Neckarau in der 1. Amateurliga Nordbaden 72 Ligaspiele absolviert und 41 Tore erzielt.

## Privat
Beruflich war der erfolgreiche Stürmer des VfL Neckarau bei BBC-Stotz-Kontakt in Heidelberg-Pfaffengrund zunächst als Industriemeister und später in der Kalkulation beschäftigt. Beim VfL Hockenheim übte er von 1953 bis 1956 das Traineramt im unteren Amateurbereich aus.